# Diadegma blackburni
Diadegma blackburni là một loài tò vò trong họ Ichneumonidae.